# Константин Диоген
Константин Диоген (на средногръцки: Κωνσταντῖνος Διογένης) е византийски пълководец от първата половина на XI век, участвал в завладяването на България. Баща на император Роман IV Диоген.
Константин Диоген произхожда от знатен род от Кападокия. Назначен е за стратег на Солун след гибелта на Теофилакт Вотаниат (1014). Взема участие в обсадата на Мъглен (1015) и във военните операции на император Василий II срещу българите през 1017 г. В битката при Сетина през есента на същата година нанася поражение на цар Иван Владислав. В края на 1018 г. – след падането на голяма част от България под византийска власт – Константин Диоген превзема Сремската област (между Дунав и Сава).
През 1026 г., като дук на тема България, отбива нашествие на печенегите на юг от Дунав. Макар и женен за племенница на император Роман III Аргир, през 1029 г. Константин Диоген е заподозрян в заговор. Преместен е на длъжност в Мала Азия, а по-късно принуден да стане монах. Самоубива се, след като повторно е обвинен в съзаклятничество срещу императора от митрополит Теофан I Солунски.